# Passiflora aurantia
Passiflora aurantia ist eine der wenigen Pflanzenarten der Familie der Passionsblumengewächse (Passifloraceae), die in Australien beheimatet ist. Das Art-Epitheton aurantia bedeutet „orange“ und steht für die Farbe der Blüten.

## Verbreitung
Die Heimat von Passiflora aurantia ist das östliche Australien, Fidschi, Malaysia, Neuguinea und einige weitere pazifische Inseln, wie Norfolk Island, Neukaledonien und Vanuatu. Dort gedeiht sie auf nährstoffarmen, sandig-lehmigen Böden, über Kalk oder am Rand von Regenwäldern. 

## Beschreibung
Passiflora aurantia ist eine Kletterpflanze. Die Laubblätter sind in Blattstiel und -spreite gegliedert. Der Blattstiel ist bis 5 cm lang. Die dreilappige Blattspreite ist bis 10 cm lang und bis zu 13 cm breit (meist jedoch kleiner). 
Der Blütendurchmesser beträgt 5 bis 8 (selten bis 11) cm. Die Kelchblätter sind 2 bis 5 cm, die Kronblätter 1,5 bis 2,5 cm lang. Der Strahlenkranz (Corona) ist meist einreihig, manchmal auch zweireihig, wobei die äußere Reihe rot, die innere und kürzere violett gefärbt ist. Das aus der Blüte herausragende Androgynophor erreicht 2,5 bis 4 cm Länge. Im Gegensatz zu den meisten anderen Passionsblumen öffnen sich die Blüten von Passiflora aurantia nicht vollständig, so dass der Strahlenkranz nur von oben gut sichtbar ist. Ebenfalls im Unterschied zu fast allen anderen Familienvertretern halten sich die Blüten nicht nur einen, sondern drei bis vier Tage lang. In dieser Zeit verfärben sie sich von hellem Gelborange nach Orangerot.
Die kugeligen bis ellipsoidischen Früchte sind etwa 5 cm groß und verfärben sich während der Reifung von grün nach lila. Die Pulpa gilt als essbar, jedoch wenig schmackhaft.

## Kulturhinweise
Passiflora aurantia kann als Zimmerpflanze in Sonne bis Halbschatten gehalten werden, wobei nährstoffarmes Substrat zu bevorzugen ist. Bei zu hohem Stickstoffgehalt der Erde wird hauptsächlich Blattwerk gebildet und es erscheinen kaum Blüten. Eine Vermehrung der Pflanzen ist über Samen oder Stecklinge möglich.

## Systematik
Teilweise werden zwei Varietäten unterschieden: Passiflora aurantia var. aurantia und Passiflora aurantia var. pubescens, wobei letztere behaarte Stiele, Blätter und Ranken besitzt.
Passiflora aurantia kann mit den nahe verwandten, ebenfalls in Australien beheimateten Arten Passiflora cinnabarina und Passiflora herbertiana gekreuzt werden.